# Kasárna Most
Kasárna Most (též Mostecká kasárna) je název areálu bývalých kasáren v severozápadní části města Mostu v Ústeckém kraji. Obdélníkový areál je obklopen ulicemi Československé armády (z jihu), Jana Opletala (z východu), Jugoslávská (ze severu) a Partyzánská (ze západu). Kasárna byla postavena v letech 1906-1908 v secesním slohu pro dragounský pluk. V roce 2007 byla bývalá jezdecká kasárna prohlášena za kulturní památku. V současnosti jsou jednotlivé budovy využívány ke komerčním účelům.

## Historie
O výstavbě nových jezdeckých kasáren, tj. ubikací a jezdecké školy na jižním okraji tehdejšího města pod čtvrtí zvané Zahražany město rozhodlo v roce 1906 a ještě téhož roku se začalo s výstavbou. Město vykoupilo příslušné pozemky nacházející se severně od Žatecké ulice (dnešní ulice Čsl. armády). Stavělo se z tehdy moderního železobetonu, střechy měly ocelovou konstrukci. Budovy kasáren navrhl mostecký stavitel Friedrich Kny, který se údajně inspiroval ve vojenské pevnosti Josefov. Výstavba probíhala v letech 1906-1908 a město na ni vynaložilo částku 1 870 115 korun, 65 haléřů. Do kasáren se v roce 1908 přestěhoval z centra města Dragounský regiment císaře Františka Josefa číslo 1 a kasárna dostala název Nová jezdecká kasárna jubilea císaře Františka Josefa I.

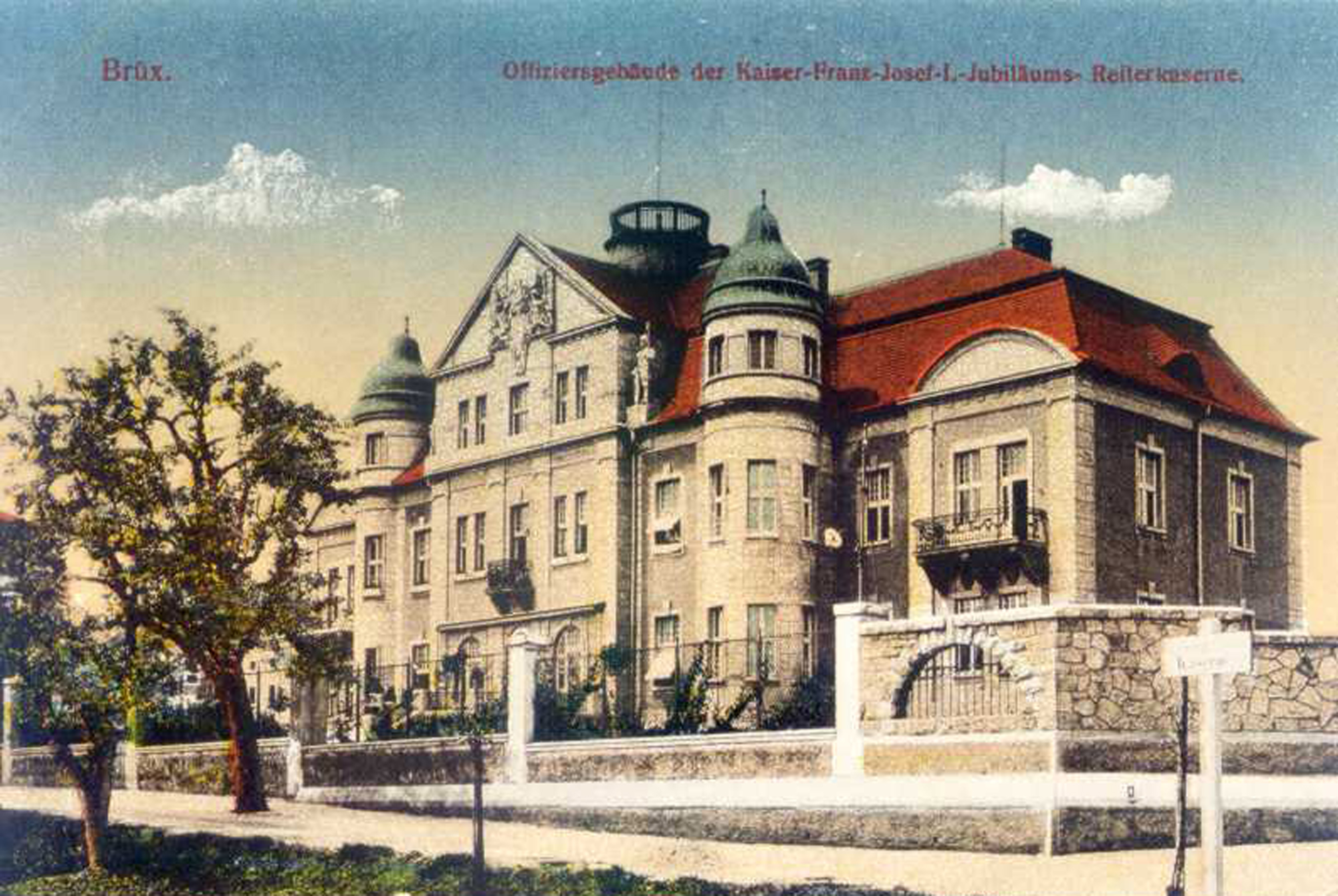
Historický snímek důstojnického pavilónu

Po vzniku Československé republiky se kasárna od roku 1920 stala sídlem 9. střeleckého pluku Karla Havlíčka Borovského V roce 1927 byla kasárna přejmenována na Nové jezdecké kasárny Štefánikovy. V roce 1940 převedlo město kasárna na německý stát. Po válce byla smlouva prohlášena za neplatnou a v roce 1950 byla kasárna převedena na vojenskou správu. V letech 1951-1952 zde sídlil 59. PTP. Po něm kasárna využíval pluk protiletadlových dělostřelců, který zde zůstal do roku 1977. V roce 1981 byl do Mostu z Dobřan převelen 216. protitankový pluk.
Po roce 1990 v kasárnách sídlilo železniční vojsko a v roce 1994 byla kasárna armádou definitivně opuštěna.

## Současnost
O areál kasáren projevilo zájem město Most, objevil se i plán využít je jako sídla katedry Vysoké školy báňské. Areál byl nakonec privatizován a rozprodán jednotlivým podnikatelům, kteří dnes využívají většinu budov.
Ministerstvo kultury v roce 2007 rozhodlo o zapsání areálu bývalých jezdeckých kasáren na seznam kulturních památek, mj. také proto, aby se předešlo demolici některých objektů.

## Jednotlivé budovy
Areál se skládá z několika budov, které jsou dnes převážně využívané ke komerčním účelům; prázdné a chátrající jsou ubikace mužstva a důstojnické byty:
- Objekt čp. 1269 - čištění vozidel
- Objekt čp. 1271 (kovárna) - čerpací stanice
- Objekt čp. 1272 (malá jízdárna) - velkosklad
- Objekt čp. 1273 (remíza pro vozy) - autoservis
- Objekt čp. 1282 (důstojnický pavilón) - prázdný
- Objekt čp. 1283 (budova mužstva I) - prázdný
- Objekt čp. 1284 (strážnice s vězením) - pizzerie a penzión
- Objekt čp. 1285 (budova mužstva II) - v rekonstrukci, bude využit jako Domov se zvláštním režimem Charity Most
- Objekt čp. 1286 (poddůstojnický pavilón) - kanceláře
- Objekt čp. 1287 (marodka) - v rekonstrukci
- Objekt čp. 1288 (stáje pro koně) - autobazar
- Objekt čp. 1289 (stáje) - prodejna autodílů
- Objekt čp. 1290 (stáje) - autobazar
- Objekt čp. 1291 (stáje) - pneuservis
- Objekt čp. 1292 (stáje) - dílna
- Objekt čp. 1293 (stáje) - velkoobchod
- Objekt čp. 1294 (budova pro nemocné koně) - autoservis, prodejna autodílů
- Objekt čp. 1295 - kanceláře
- Objekt čp. 1296 (velká jízdárna) - tržnice s textilem
- Objekty čp. 1297 a 1298 (opravna postrojů a vozů) - stavební firmy
- Objekt čp. 1301 (márnice s kaplí) - v rekonstrukci
- Objekt čp. 1302 (infekční pavilón) - prázdný
- Objekt čp. 3276 - kanceláře

V areálu se nachází ještě několik staveb (trafostanice, bývalá vrátnice, přístřešky) bez čísel popisných.